# Толкач Олександр Леонідович
Олександр Леонідович Толкач (нар. 5 вересня 1971, Українська РСР) — білоруський та український футболіст, захисник та півзахисник.

## Життєпис
Футбольну кар'єру розпочав 1992 року в білоруському клубі «Сільмаш» (Могильов), який згодом змінив назву на «Трансмаш». На початку 1998 року перейшов до «Кривбасу» (Кривий Ріг). Влітку 1999 року відправився в оренду до кіровоградської «Зірки», а в 2000 році — до «Родини» (Кривий Ріг). Влітку 2001 року перейшов до «Фрунзенцья-Ліги-99», але влітку наступного року команда об'єдналася з ФК «Суми», а гравець відправився до аматорського клубу КЗЕСО (Каховка). У 2005 році повернувся до «Гірника» (Кривий Ріг), у футболці якого наприкінці 2006 року завершив футбольну кар'єру. У 2013 році працював тренером у ДЮСШ «Гірник» (Кривий Ріг).

## Досягнення
«Трансмаш» (Могильов)
- Перша ліга Білорусі
  -  Чемпіон (1): 1996

«Кривбас»
- Вища ліга України
  -  Бронзовий призер (1): 1998/99